# Sa die de sa Sardigna
Sa die de sa Sardigna  (AFI: sa ˈði.e ðe za zaɾˈdiɲɲa; in sassarese La dì di la Sardhigna, in gallurese La dì di la Saldigna, in algherese lo dia de la Sardenya, in italiano Il giorno della Sardegna) è una giornata di festività istituita dal Consiglio regionale della Sardegna con la legge regionale 14 settembre 1993, n. 44, nominandola Giornata del popolo sardo.
La festa vuole ricordare la sommossa dei vespri sardi del 28 aprile 1794 che costrinse alla fuga da Cagliari il viceré Vincenzo Balbiano e i funzionari sabaudi, in seguito al rifiuto di soddisfare le richieste dell'allora Regno di Sardegna per riservare ai sardi le cariche pubbliche, un Consiglio di Stato a Cagliari, vicino alla sede del viceré e l'istituzione a Torino di un Ministero per gli affari della Sardegna. Domato il grosso della rivolta, alcune richieste furono accolte nel 1796.
In occasione della festività, diversamente dalla festa del santo patrono, gli uffici pubblici dell'isola rimangono aperti, mentre chiudono le scuole.

## Storia
Serpeggiando sempre più il malcontento nei confronti di un'amministrazione sabauda percepita come invadente nei confronti delle prerogative sarde del Regno, negli ultimi decenni del Settecento si creò un movimento di ribellione che attraversò tutta l'isola, in prossimità con gli eventi rivoluzionari francesi e i fermenti sorti in varie parti d'Europa (Irlanda, Polonia, Belgio, Ungheria, Tirolo). Secondo Tommaso Napoli, testimone oculare dei fatti di lì a poco in procinto di verificarsi, «l'avversione della Nazione Sarda contro i Piemontesi, cominciò da più di mezzo secolo, allorché cominciarono a riservare a sé tutti gli impieghi lucrosi, a violare i privilegi antichissimi concessi ai Sardi dai re d'Aragona, a promuovere alle migliori mitre soggetti di loro nazione lasciando ai nazionali solo i vescovadi di Ales, Bosa e Castelsardo, ossia Ampurias. L'arroganza e lo sprezzo con cui i Piemontesi trattavano i Sardi chiamandoli pezzenti, lordi, vigliacchi e altri simili e irritanti epiteti e soprattutto l'usuale intercalare di Sardi molenti, vale a dire asinacci, inaspriva giornalmente gli animi e a poco a poco li alienava da questa nazione».
Nel 1793, una flotta francese tentò di impadronirsi dell'isola lungo due linee, l'una nel Cagliaritano e l'altra nei pressi dell'arcipelago di La Maddalena, guidata dall'allora giovane ufficiale Napoleone Bonaparte, riparato in Francia continentale in seguito all'insurrezione paolina appoggiata dagli inglesi. I Sardi opposero però resistenza e, riuscendo a sventare tale piano, cominciò a montare nell'opinione pubblica un sentimento di rivalsa nei confronti della Corona sabauda per la difesa del Regno.
I sardi chiesero così che fosse loro riservata gran parte degli impieghi civili e militari e un'autonomia maggiore rispetto alle decisioni della classe dirigente locale. Al perentorio rifiuto da parte del governo piemontese di accogliere qualsiasi richiesta, montarono tensioni ulteriormente esacerbate dall'atteggiamento con cui i sardi, secondo gli atti degli Stamenti, erano esposti «agli insulti e ai motteggi dei piemontesi [...] molti dei piemontesi lanciavano di continuo contro i sardi dei tratti satirici, e ne parlavano con disprezzo anche in pubblico, tacciandoli di stolidezza e ignoranza, ormai passata in proverbio [...] dileggiamenti e canzoni, con cui i piemontesi con maggiore ardire e sfrontatezza insultavano alla nazione sarda».
La borghesia cittadina organizzò così, con l'aiuto del resto della popolazione, il moto insurrezionale.
L'episodio finale che condusse alla contestazione fu l'arresto ordinato dal viceré di due capi del cosiddetto "partito patriottico", gli avvocati cagliaritani Vincenzo Cabras ed Efisio Pintor. Il 28 aprile 1794 (data nota come sa dì de s'acciappa, ossia "il giorno della cattura") la popolazione inferocita allontanò dalla città tutti i 514 funzionari continentali, compreso il viceré Balbiano, che nel mese di maggio di quell'anno furono imbarcati con la forza e cacciati via dall'isola. Incoraggiati dalle vicende cagliaritane, le popolazioni di Sassari e Alghero fecero altrettanto, coinvolgendo poi il resto dell’isola nell'entroterra rurale. La Sardegna diventò, così, il primo paese europeo a promuovere una propria rivoluzione seguendo l'esempio francese, senza che questa risultasse un fenomeno d'importazione esterno, trasferito altrove militarmente.

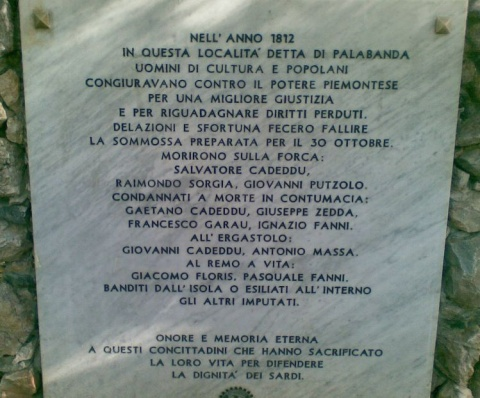
Targa commemorativa della "congiura di Palabanda" a Cagliari

I moti antifeudali furono successivamente guidati per altri due anni da Giovanni Maria Angioy, alto magistrato del Regno di Sardegna, salvo essere alla fine repressi dalle forze lealiste, ingrossatesi in seguito alla stipulazione del trattato di pace sottoscritto da Napoleone e Vittorio Amedeo III.
Quanto alle vivaci reazioni che il triennio rivoluzionario sardo suscitò nella classe dirigente isolana, ormai in via di integrazione nel circuito politico degli "<stati di terraferma", per Girolamo Sotgiu «il suo fallimento fu completo: indecisa tra un municipalismo senza respiro e un attaccamento alla corona senza prospettive, non ebbe il coraggio di mettersi alla testa dell'ondata rivoluzionaria che veniva dalle campagne». Difatti, benché circolassero opuscoli quali l'Achille della sarda liberazione in cui, denunciando l'arretratezza di un opprimente sistema feudale e di un Ministero che si diceva fosse «sempre (stato) nemico della Sarda Nazione», si dichiarava reciso il «patto sociale tra il Sovrano e la Nazione», non in maniera altrettanto radicale ci si esprimeva nei termini di un mutamento nella forma di governo: pertanto, non può stupire, secondo Sotgiu, che nonostante «il richiamo alla Nazione sarda, alle sue tradizioni, alla sua identità diventasse sempre più forte sino a giungere alla richiesta di poter costituire una forza militare stabile di soli "nazionali"», l'ipotesi concreta di abolire il regime monarchico e quello feudale non «si facesse strada nella coscienza di molti». 
L'esito di tale stagione decretò «la sconfitta dei ceti contadini emergenti dal seno stesso della società feudale, sollecitati a ciò dalle masse di contadini ed angariati e guidati dalle forze più avanzate della borghesia della Sardegna» e, per converso, la vittoria dei baroni feudali e dei «larghi strati di borghesia cittadina che si erano sviluppati nel quadro dell'ordinamento feudale e temevano che l'abolizione del feudalesimo e la proclamazione della repubblica potessero contemporaneamente distruggere le basi stesse della loro ricchezza e del loro prestigio».
L'esperimento rivoluzionario sardo giunse così al termine, e l'isola rimase sotto la giurisdizione sabauda; a breve sarebbe subentrato un nuovo viceré. A esso seguì un periodo di restaurazione aristocratica e monarchica, culminato nella fusione perfetta del 1847, che non riuscì a spegnere altri spontanei focolai di ribellione occorsi tra il 1802 e il 1821, fra cui la cosiddetta "congiura di Palabanda" cagliaritana del 1812 e la rivolta algherese del 1821.